# 2C-T-7
2C-T-7 — психоделический фенилэтиламин из семейства 2C. В своей книге PiHKAL, Александр Шульгин указывает диапазон дозировки 10—30 мг. 2C-T-7 чаще всего принимается перорально и производит психоделический эффект длительностью 8—15 часов.

## История
2C-T-7 первые синтезирован в начале 1980-х Александром Шульгиным. Он же стал его первым испытателем на себе. 16 января 1986 Шульгин открыл историю применения 2C-T-7 в размере двух миллиграммов внутрь. Химические свойства 2C-T-7 впервые были опубликованы в книге PiHKAL в 1991 году. Два года спустя Майрон Столароф и Чарльз Уэльс (Myron Stolaroff и Charles Wells) опубликовали эксперименты терапевтического использования 2C-T-7. До 1997 года 2C-T-7 был малораспространён, ситуацию изменило его появление на прилавках «смартшопов» Нидерландов. Его производили в маленьких коммерческих исследовательских лабораториях. Распространялся 2C-T-7 на вечеринках и в клубах. Пиком своей популярности в 1999—2001 году он обязан интернет-торговцам. В 2001 году популярность 2C-T-7 пошла на убыль. Причиной послужили 2 человеческие смерти в апреле 2001 года, связанные с передозировкой при интраназальном приёме и комбинацией 2C-T-7 с MDMA. В мае 2001 года 2 главных онлайн-распространителя 2C-T-7 прекращают его производство и продажу. На протяжении следующих шести лет большинство развитых стран запрещают 2C-T-7, как опасный для жизни психоделик.

## Эффекты
Ниже приведен перевод отрывка из PiHKAL, описывающий эффекты при пероральном приеме 30 мг.

«Образы имели контролируемый характер. Я мог использовать их для воссоздания любого известного и любимого мной галлюциногенного вещества. С открытыми глазами я легко мог уйти в текучие образы LSD, или в тёплый земной мир Пейота, или я мог остановить их все разом. С закрытыми глазами представлялись Эшер-подобные рисунки с множеством светотеней, геометрических узоров с игрой противоположных оттенков света и тьмы вокруг предметов. Зелёный свет».
Оригинальный текст (англ.)The visuals have an adaptable character to them. I can use them to recreate any hallucinogenic substance I have known and loved. With open eyes, I can go easily into LSD flowing visuals, or into the warm earth world of Peyote, or I can stop them altogether. With closed eyes, there are Escher-like graphics with a lot of chiaroscuro, geometric patterns with oppositional play of sculptured light and dark values. Green light.
— 

## Правовой статус

### Нидерланды
Нидерланды стала первой страной в мире, в которой запретили 2C-T-7. Это стало результатом продажи 2C-T-7 в смартшопах после запрета 2C-T-2.

### Швеция
2C-T-2 стал доступным в шведских смартшопах летом 1998. 1 апреля 1999, и 2C-T-2 и 2C-T-7, наряду с MBDB, BDB, 2C-B и PMMA, были запрещены в Швеции.

### Великобритания
В 1999 Александру Шульгину послали копию письма из Хоум-офиса, в котором его уведомили, что все психотропные препараты из PiHKAL внесены в Класс A.

### США
18 марта 2004 Управление по борьбе с наркотиками поместило 2C-T-7 в Список I.

### Россия
В России 2C-T-7 входит в Список I Перечня наркотических средств, психотропных веществ и их прекурсоров, подлежащих контролю в Российской Федерации (оборот запрещён). Для целей 228, 228.1, 229 И 229.1 УК РФ значительным размером веществ считается 0,2 гр (200 мг), крупным — 1 гр, особо крупным — 200 гр.